# Костинское сельское поселение (Омская область)
Костинское се́льское поселе́ние — муниципальное образование в Муромцевском районе Омской области Российской Федерации.
Административный центр — село Костино.

## История
Статус и границы сельского поселения установлены Законом Омской области от 30 июля 2004 года № 548-ОЗ «О границах и статусе муниципальных образований Омской области»

## Население
| 2010 | 2011 | 2012 | 2013 | 2014 | 2015 | 2016 |
| ---- | ---- | ---- | ---- | ---- | ---- | ---- |
| 947  | ↘943 | ↘899 | ↘875 | ↗887 | ↘862 | ↘861 |
| 2017 | 2018 | 2019 | 2020 | 2021 | 2023 |      |
| ↘841 | ↘820 | →820 | ↘800 | ↘641 | ↘609 |      |

## Состав сельского поселения
| № | Населённый пункт | Тип населённого пункта       | Население |
| - | ---------------- | ---------------------------- | --------- |
| 1 | Большеникольск   | деревня                      | ↘85       |
| 2 | Костино          | село, административный центр | ↗528      |
| 3 | Малоникольск     | деревня                      | ↘28       |
| 4 | Новорождественка | деревня                      | ↘236      |
| 5 | Сперановка       | деревня                      | ↘70       |